# Thomas Vancaeyezeele
Thomas Vancaeyezeele né le 27 juillet 1994 à Arras est un footballeur français, international guyanais. Il joue au poste de milieu défensif.

## Biographie
Après avoir été diplômé de l'Université de Charleston, Vancaeyezeele est invité au camp de détection 2018 de la MLS (Combine) mais n'est pas repêché lors de la MLS SuperDraft.
En mars 2018, il effectue un essai avec les Riverhounds de Pittsburgh, et obtient un premier contrat professionnel avec la United Soccer League.
Il reçoit sa première sélection en équipe de Guyane le 8 septembre 2019, contre Saint-Christophe-et-Niévès. Ce match nul (2-2) rentre dans le cadre de la Ligue des nations de la CONCACAF.